# Двупръст ленивец
Двупръстите ленивци (Choloepus didactylus), наричани също двупръсти ленивци на Линей, са вид средноголеми бозайници от семейство Двупръсти ленивци (Megalonychidae). Разпространени са в джунглите в северната част на Южна Америка.